# Islamic University College, Ghana
Die Islamic University College, Ghana („Islamische Universität Ghana“; kurz IUCG) in East Legon, Accra ist ein University College, das an die Universität von Ghana und das Islamic College for Advanced Studies in London angeschlossen ist. Es ist die erste Islamische Hochschule in Westafrika südlich der Sahara.

## Geschichte
Im Jahr 1988 begannen an der heutigen IUCG unter dem Namen „Ahlul Bait Islamic School“ erste Kurse in Islamischer Theologie. Gefördert und finanziert wurde diese Ausbildungsstätte von der Ahlul Bait Foundation aus dem Iran. Im Jahr 2001 wurde zunächst vorläufig die Zulassung als University College erteilt, 2002 folgte die endgültige Zulassung.

## Ziele
Die Ziele der IUCG sind die Ausbildung von Frauen und Männern nach islamischen Werten, um führende Positionen in Ghana und vor allem der islamischen Gesellschaft innerhalb Ghanas einzunehmen. Religiöses Verständnis und der Dialog zwischen den Religionen soll gefördert werden. Für die Verwaltung, das Bankenwesen, die Wirtschaft sowie die rechtswissenschaftlichen Berufe sollen junge Menschen ausgebildet und nach islamischen Werten handeln.

## Fakultäten
Die IUCG hat bereits zwei Fakultäten eingerichtet:
In der Fakultät für Betriebswirtschaftslehre kann der Bachelor in Betriebswirtschaftslehre erworben werden. In der Fakultät für Religionswissenschaften kann ein Bachelor in Islamischer Religionswissenschaft abgelegt werden.